# Маруджо
Мару̀джо (на италиански: Maruggio, на местен диалект Marùggiu, Маруджу) е град и община в [[Южна Италия, провинция Таранто, регион Пулия. Разположен е на 26 m надморска височина. Населението на града е 5523 души (към 30 ноември 2010).